# Wilfried Pilkahn
Wilfried Pilkahn (* 18. Februar 1927) ist ein ehemaliger deutscher Fußballspieler. Der zumeist im damaligen WM-System als Verteidiger eingesetzte Spieler absolvierte von 1949 bis 1960 für die Vereine VfR Kaiserslautern, 1. FC Kaiserslautern und Phönix Ludwigshafen in der alten erstklassigen Fußball-Oberliga Südwest 259 Ligaeinsätze und erzielte dabei 17 Tore. In der Saison 1950/51 gewann er als Stammverteidiger – zumeist an der Seite von Werner Kohlmeyer – mit den „Roten Teufeln“ der Walter-Elf des FCK die Meisterschaft in der Oberliga Südwest; in der erfolgreichen Endrunde um die deutsche Fußballmeisterschaft kam er aber dagegen nicht zum Einsatz.

## Laufbahn
Den ersten überregionalen Erfolg erlebte Pilkahn mit seinem Heimatverein VfR Kaiserslautern in der Saison 1948/49. Nationalspieler und FCK-Spielertrainer Fritz Walter führte im Nebenjob den Lokalkonkurrenten vom Waldstadion am Erbsenberg, in dieser Saison als Meister der Westpfalzstaffel, in die Oberliga Südwest. Die „Blauen“ belegten 1949/50 in der Erstklassigkeit im Südwesten den 9. Rang und Pilkahn hatte dazu seinen Anteil in 28 Ligaeinsätzen beigesteuert. Seine Leistungen waren dabei auch auf dem Betzenberg positiv aufgefallen und er unterschrieb zur Saison 1950/51 einen neuen Vertrag für das Team um die Liebrich- und Walter-Brüder.
Neben Pilkahn nahm der FCK auch noch die Spieler Karl Wanger, Karl-Heinz Wettig und in der laufenden Runde, Helmut Rasch, neu unter Vertrag. Da auch noch Spätheimkehrer Heinz Jergens und das Jungtalent Horst Eckel in die Mannschaft drängten, war die Konkurrenz für die ersten elf Plätze groß. Der Mann vom VfR debütierte am 24. September 1950, bei einem 3:0-Heimerfolg gegen Phönix Ludwigshafen, beim FCK in der Oberliga Südwest. Er bildete vor Torhüter Karl Adam mit Werner Baßler das Verteidigerpaar. Im Lauf der Runde spielte er aber zumeist an der Seite von Werner Kohlmeyer rechter Verteidiger. Die Walter-Elf gewann die Südwestmeisterschaft und danach in der Endrunde auch erstmals die deutsche Fußballmeisterschaft. In den Endrundenspielen kam Pilkahn nicht mehr zum Einsatz. Er wechselte nach nur einer Runde vom FCK zu Phönix Ludwigshafen; dort stürmte jetzt auch der vormalige FCK-Offensivkollege Wettig.
Die Blau-Weißen aus dem Süden von Ludwigshafen waren der „Stadtverein“ und standen in Konkurrenz mit TuRa Ludwigshafen aus dem Norden der Stadt. An der Seite der Leistungsträger Helmut Oster (1947–62: 319 Spiele), Fritz Gläser (1946–61: 286 Spiele), Werner Pohl (1952–62: 258 Spiele) und Horst Amann (1952–62: 254 Spiele) entwickelte sich der Neuzugang aus Kaiserslautern schnell zu einem zuverlässigen Stammspieler in der blau-weißen Hintermannschaft. In der Saison 1953/54 erlebte er die Trainingsarbeit von Spielertrainer Georg Gawliczek, danach die Arbeit von Günter Hentschke, Richard Ullrich, Hans Wendlandt und Rudolf de la Vigne. Die besten Platzierungen in der Oberliga Südwest schaffte er mit „dem Fänix“ in den Runden 1956/57, 1957/58 und 1959/60, als jeweils der vierte Rang erreicht werden konnte.
Da auch noch mit Walter Dächert, Gerhard Faller und Heinz Kempf drei weitere Mannschaftskollegen in der DFB-Juniorenmannschaft U 23 zum Einsatz kamen, führte das sportliche Niveau Phönix im Südwesten von 1957 bis 1960 in die Spitzenränge. Der 1957 zum Lokalrivalen Tura gewechselte Angreifer Friedel Trapp, welcher sich dort zu einem Torjäger entwickelte, hatte sich aber in seiner Zeit als Mannschaftskollege von Pilkahn in Reihen des „Fänix“, erstaunlicherweise nicht in die Stammelf spielen können.
Im Lauf der Jahre entwickelte sich der Stützpfeiler der Defensive auch noch zu einem sicheren Elfmeterschützen und erzielte somit als Abwehrspieler beachtliche 17 Treffer in der Oberliga. Sein letztes Ligaspiel in der Oberliga Südwest bestritt Pilkahn am 6. September 1959 bei einem 1:1-Heimremis gegen Eintracht Kreuznach. Wegen langwieriger Verletzungsfolgen beendete er mit 32 Jahren im Sommer 1960 seine höherklassige Spielerlaufbahn.